# Batavia (nave)
La Batavia era un vascello della VOIO (Vereenigde Oost-Indische Compagnie, Compagnia Olandese delle Indie Orientali) costruito ad Amsterdam nel 1628. La nave affondò durante il suo viaggio inaugurale e divenne famosa a seguito dell'ammutinamento e del massacro che ebbe luogo fra i sopravvissuti. Una replica della Batavia venne realizzata tra il 1985 e il 1995 ed è attualmente visitabile presso Lelystad.

## Il viaggio
Il 29 ottobre 1628 la Batavia, commissionata dalla Compagnia Olandese delle Indie Orientali, salpò dalla città olandese di Texel alla volta di Giacarta (all'epoca chiamata Batavia come la nave) per acquistare spezie.
La nave era sotto il comando del commerciante Francisco Pelsaert, mentre Adriaen Jacobsz era il capitano in seconda. Entrambi si erano già incontrati in precedenza e avevano già avuto divergenze; un altro membro influente dell'equipaggio era Jeronimus Cornelisz, un bancarottiere, in fuga dai Paesi Bassi per il timore di venire arrestato.
Durante il viaggio, Jacobsz e Cornelisz concepirono un piano per dirottare la nave, progetto che avrebbe loro permesso di iniziare una nuova vita da qualche parte grazie al carico di oro e argento trasportato a bordo. Dopo aver circumnavigato il Sud Africa, Jacobsz condusse la nave fuori rotta.
Poiché era nota la severità del comandante François Pelsaert, Jacobsz e Cornelisz organizzarono un finto incidente: si trattava di violentare una giovane donna fra i passeggeri trasportati a bordo al fine di provocare una grave disposizione disciplinare del comandante Pelsaert contro l'equipaggio. Questo provvedimento disciplinare avrebbe dovuto, secondo il piano di Jacobsz e Cornelisz, renderlo antipatico agli occhi della ciurma e rendere così più facile un ammutinamento.
Invece, dopo lo stupro, il comandante Pelsaert non ordinò alcuna punizione grave nei confronti dell'equipaggio, e Jacobsz e Cornelisz furono così costretti ad attendere una nuova occasione.

## Il naufragio
Il 4 giugno 1629 la nave colpì la barriera corallina vicino all'Isola di Beacon, al largo della costa occidentale australiana. Delle 341 persone a bordo, di cui 38 fra donne e bambini, la maggior parte venne trasferita sulle isolette vicine per mezzo delle scialuppe di salvataggio, ma 40 persone morirono annegate.
Una prima esplorazione delle isole non trovò acqua dolce e trovò solo alimenti in quantità limitata (leoni marini ed uccelli). Lasciando indietro 268 persone, un piccolo gruppo comprendente il comandante, alcuni funzionari, pochi uomini ed alcuni passeggeri andò in cerca di acqua potabile. Dopo una ricerca infruttuosa per l'acqua sulla terraferma, il gruppo decise di proseguire su una piccola imbarcazione a remi, verso la città di Batavia, oggi Giacarta.
Raggiunta la città dopo trentatré giorni di viaggio ininterrotto, Pelsaert tornò indietro per salvare gli altri sopravvissuti, grazie ad una nave messa a disposizione dal governatore olandese della città. Dopo un altro mese di viaggio raggiunse nuovamente il relitto della Batavia.
Jeronimus Cornelisz era ben consapevole che, se fossero stati salvati, il comandante Pelsaert avrebbe redatto una relazione contro di lui a causa del dirottamento. Pertanto egli cercò di sviare qualsiasi nave di salvataggio. Inoltre, Cornelisz aveva anche fatto dei progetti per avviare un nuovo regno. Per questo aveva bisogno di eliminare ogni possibile avversario: i marinai ammutinati, che erano ai suoi ordini, assassinarono un totale di 125 persone fra gli altri sopravvissuti al naufragio.
Dopo l'arrivo di François Pelsaert ed una breve battaglia fra i suoi uomini e gli ammutinati, Pelsaert ebbe la meglio ed arrestò Cornelisz. Di fronte alla prospettiva poco incoraggiante di tornare nei Paesi Bassi a bordo di una nave sovraffollata di ex-ammutinati, il comandante Pelsaert decise di organizzare un processo da svolgersi immediatamente e sul posto.
Dopo un breve giudizio, a Jeronimus Cornelisz vennero tagliate entrambe le mani e venne impiccato insieme a molti altri. Adriaen Jakobsz, nonostante le torture, non confessò il progetto di ammutinamento e venne assolto per mancanza di prove. Delle 341 persone a bordo, solo 68 arrivarono a Giacarta, la destinazione finale.

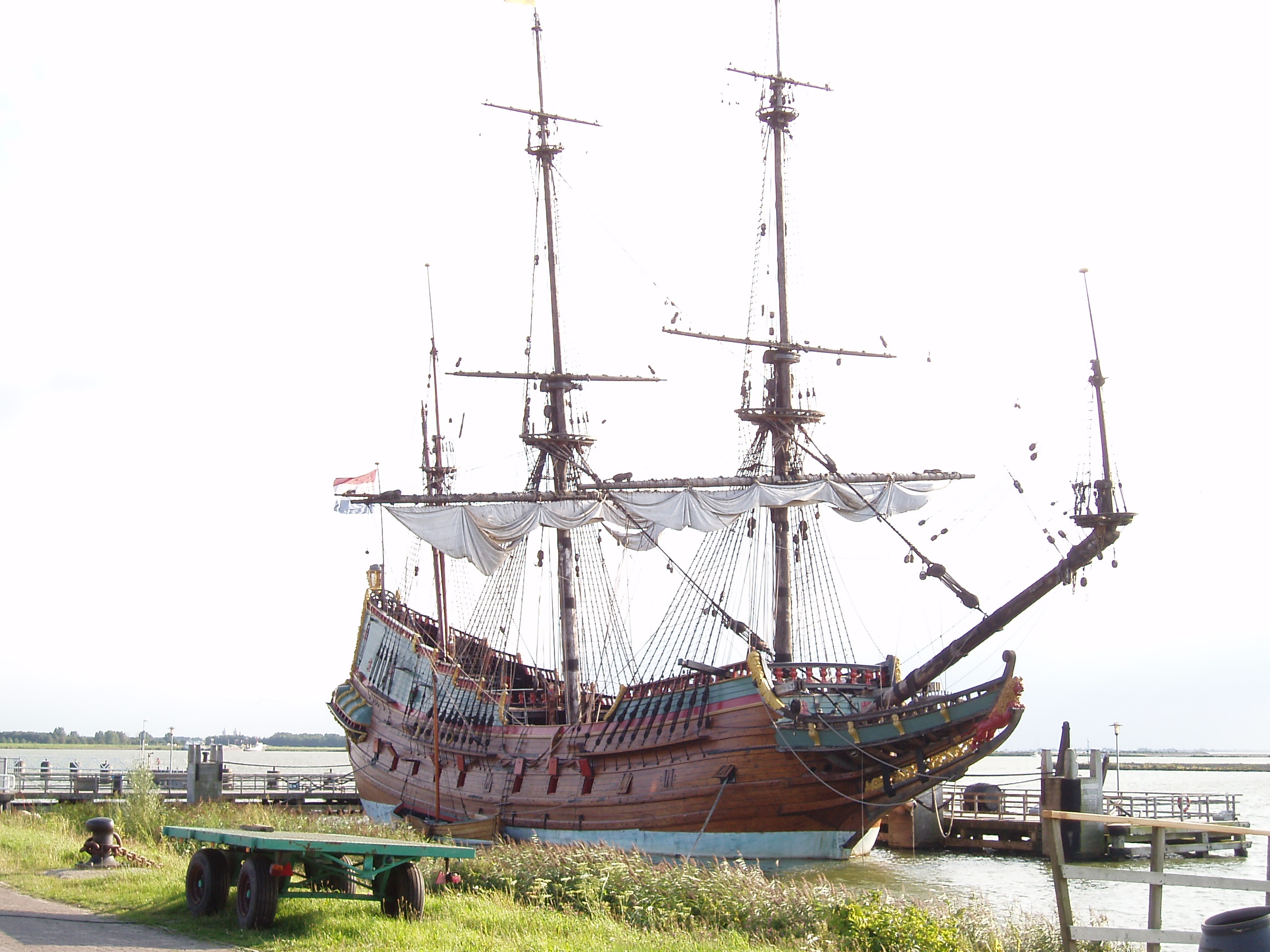
La replica della Batavia.

## Il relitto
Nell'aprile 1840 il capitano Pringle Stokes, a bordo della HMS Beagle, mentre navigava ad ovest dell'Australia riferì che:
Nel 1970 il relitto della Batavia e molti oggetti vennero recuperati. Alcuni degli oggetti sono ora in mostra al Maritime Museum di Fremantle, Australia. Altri sono al Geraldton Region Museum.

## La ricostruzione
Una fedele replica della Batavia è stata costruita presso il Bataviawerf di Lelystad, nei Paesi Bassi. Il lavoro è durato dal 1985 al 7 aprile 1995 ed è stato eseguito sotto la direzione dell'esperto in navi storiche Willem Vos.
La replica della Batavia è stata costruita con gli stessi materiali dell'originale, come la quercia e la canapa, e utilizzando gli strumenti ed i metodi seicenteschi. Il 25 settembre 1999 la Batavia arrivò in Australia e venne ormeggiata presso il National Maritime Museum di Sydney. Il 12 giugno 2001 la nave è tornata al Bataviawerf in Lelystad, dove è attualmente aperta ai visitatori.

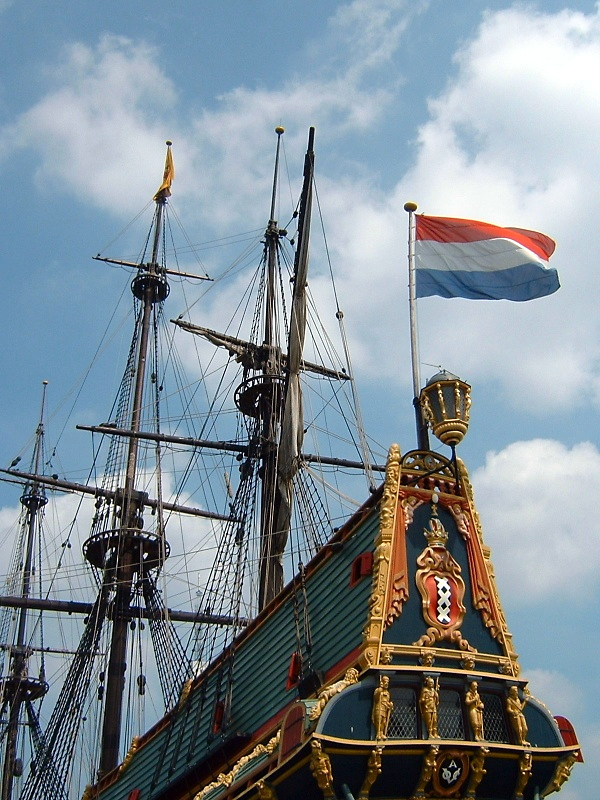
Il castello di poppa della replica della Batavia.